# Škoda 360

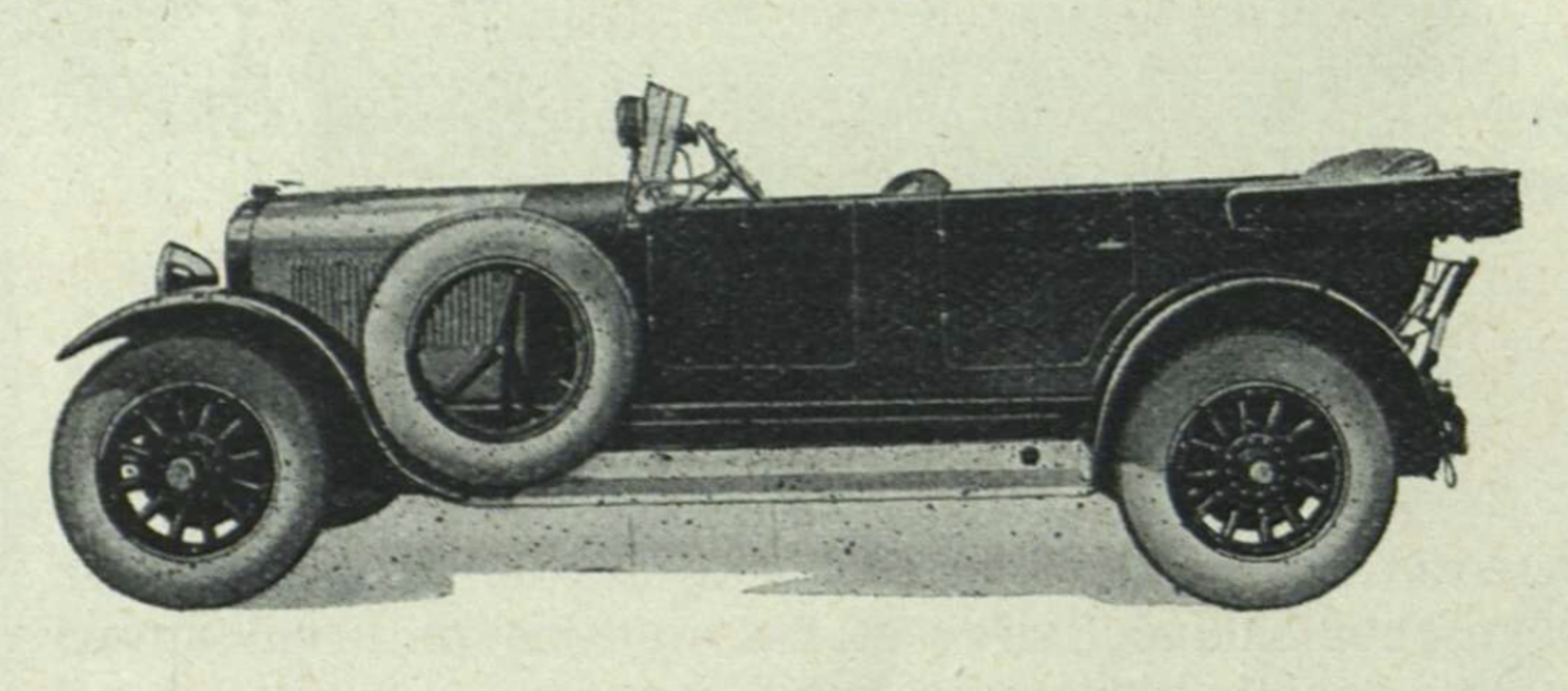
Laurin & Klement – Škoda 350/360 Karosserie

Der Laurin & Klement 360, auch als Laurin&Klement-Škoda 360 oder als Škoda 360 angeboten, war das deutlich größere Schwestermodell des Škoda 110, 3.–10. Serie. Der Pkw kam 1926 mit verschiedenen Aufbauten in Holz-/Stahlmischkonstruktion heraus, kreiert nach Kundenwunsch.
Der wassergekühlte, obengesteuerte (OHV) Vierzylinder-Viertakt-Motor hatte einen Hubraum von 3970 cm³ und eine Leistung von 55 PS (40 kW). Er beschleunigte das bis zu 1950 kg schwere Fahrzeug bis auf 100 km/h. Über das an den Motorblock angeflanschte Getriebe und eine Kardanwelle wurde die Antriebskraft an die Hinterräder geleitet. Der Rahmen des Wagens bestand aus genieteten Stahl-U-Profilen.
Dieser Wagen war das letzte Modell, das den Namen „Laurin & Klement“ trug.